# Calgary Flames
O Calgary Flames é um time de hóquei no gelo que disputa a NHL. Fundado em 1972 como Atlanta Flames, se mudou para Calgary, maior cidade da província canadense de Alberta, em 1980. Desde então venceu a Copa Stanley em 1989, e foi vice-campeão em 1986 e 2004.

## Jogadores Importantes

### Camisas aposentadas
| No.                                   | Jogador        | Posição     | Carreira nos Flames | Honraria |
| ------------------------------------- | -------------- | ----------- | ------------------- | -------- |
| 9                                     | Lanny McDonald | Asa direita | 1981-89             | 1990     |
| 30                                    | Mike Vernon    | Goleiro     | 1982–94, 2000-02    | 2007     |
| Números honrados - "Forever A Flame"' |                |             |                     |          |
| No.                                   | Jogador        | Posição     | Carreira nos Flames | Honraria |
| 2                                     | Al MacInnis    | Defensor    | 1981-94             | 2012     |
| 25                                    | Joe Nieuwendyk | Central     | 1986-95             | 2014     |

### Capitães
- Brad Marsh, 1980–81
- Phil Russell, 1981–83
- Doug Risebrough, 1983–87
- Lanny McDonald, 1983–89
- Jim Peplinski, 1984–89
- Brad McCrimmon, 1989–90
- Capitães não-fixos, 1990–91
- Joe Nieuwendyk, 1991–95

- Theoren Fleury, 1995–97
- Todd Simpson, 1997–99
- Steve Smith, 1999–2000
- Dave Lowry, 2000–02
- Bob Boughner, 2002
- Craig Conroy, 2002–03
- Jarome Iginla, 2003–13
- Mark Giordano, 2013– present

### Líderes em Pontos da Franquia
Esses são os dez maiores pontuadores da história do Calgary Flames. Os números são atualizados ao final de cada temporada da NHL.
Note: J = Jogos, G = Gols, A = Assistências, Pts = Pontos
| Jogador        | POS | J    | G   | A   | Pts  |
| -------------- | --- | ---- | --- | --- | ---- |
| Jarome Iginla  | RW  | 1219 | 525 | 560 | 1095 |
| Theoren Fleury | RW  | 791  | 364 | 466 | 830  |
| Al MacInnis    | D   | 803  | 213 | 609 | 822  |
| Joe Nieuwendyk | C   | 577  | 314 | 302 | 616  |
| Gary Suter     | D   | 617  | 128 | 437 | 565  |
| Kent Nilsson   | C   | 425  | 229 | 333 | 562  |
| Guy Chouinard  | C   | 514  | 193 | 336 | 529  |
| Gary Roberts   | LW  | 585  | 257 | 248 | 505  |
| Eric Vail      | LW  | 539  | 206 | 246 | 452  |
| Paul Reinhart  | D   | 517  | 109 | 336 | 445  |